# Muzeum Sztuki Stosowanej w Budapeszcie

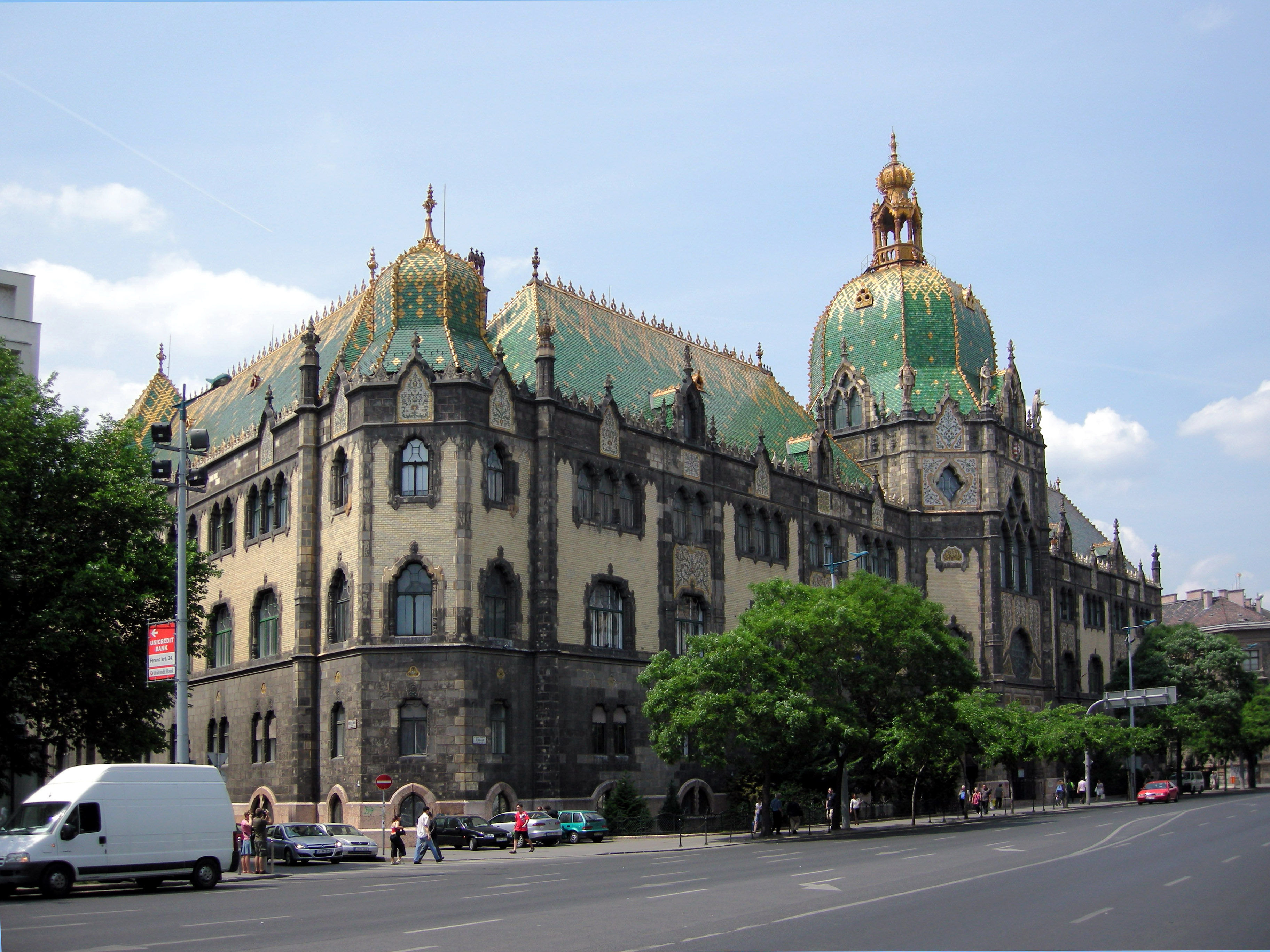
Muzeum Sztuki Stosowanej

Muzeum Sztuki Stosowanej (węg. Magyar Iparművészeti Múzeum) – muzeum w Budapeszcie, zbudowane w latach 1893–1896 według projektu architektów Ödöna Lechnera i Gyuli Pártosa.
Mieści się w IX dzielnicy Budapesztu przy ulicy Üllői ut. 33-37.
Przy wykończeniu fasad budynku zastosowano węgierską ceramikę ludową z manufaktury Zsolnaya. W architekturze występują też motywy islamskie i hinduskie.
Zbiory Muzeum obejmują 5 działów: tkanin, mebli, szkła i ceramiki, malarstwa i jubilerstwa.